# Carel van Schelle

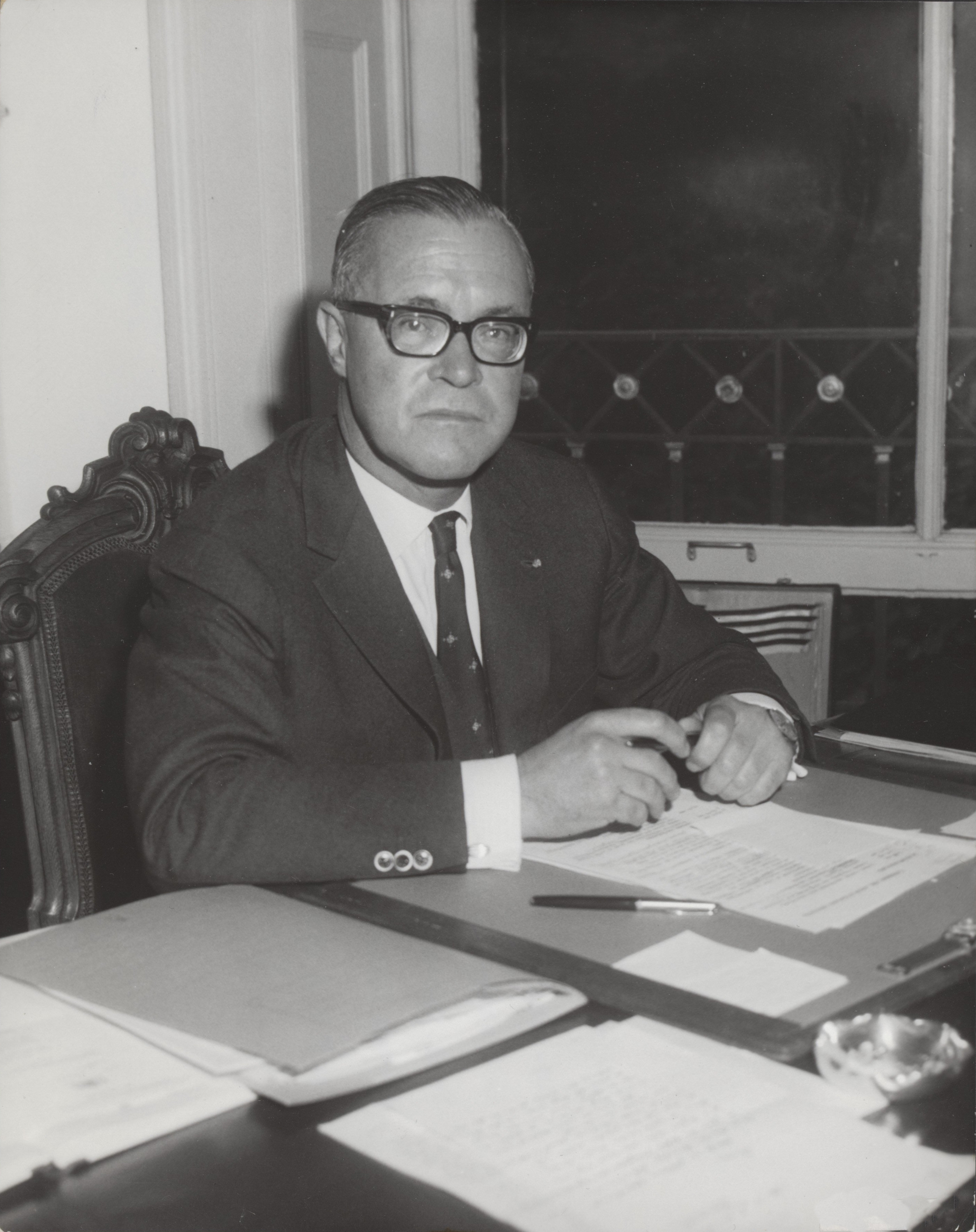
Carel van Schelle in 1965

Carel Jan van Schelle (Wassenaar, 26 augustus 1913 − aldaar, 5 november 1987) was een Nederlands diplomaat en hofdienaar.

## Biografie

### Familie
Van Schelle is een telg uit het geslacht Van Schelle en een zoon van Henri Richard Alexander van Schelle (1889-1918) en Hillegonda Maria Meissner (1892-1978). Zijn moeder hertrouwde na het overlijden van zijn vader nog tweemaal. Hij trouwde in eerste echt in 1938 met jkvr. Marie Elisabeth (Poek) van Bevervoorden tot Oldemeule (1911-2018), telg uit het geslacht Van Bevervoorden, met wie hij drie kinderen kreeg. In tweede echt trouwde hij in 1955 met de Londense Elsie Rose Headde (1919-2005) met wie hij nog twee kinderen kreeg. Zijn eerste echtgenote overleed 80 jaar na zijn eerste huwelijk op 107-jarige leeftijd, zijn tweede 50 jaar na zijn tweede huwelijk op 85-jarige leeftijd.

### Opleiding
In 1932 slaagde hij voor het diploma gymnasium A te Deventer. Vervolgens studeerde hij rechten te Leiden waar hij in 1934 zijn kandidaats- en in 1938 zijn doctoraal examen behaalde. In het studiejaar 1936-1937 was hij tweede assessor bij het Leids Studenten Corps.

### Diplomaat en hoffuncties
Begin 1940 werd hij benoemd tot gezantschapsattaché. In mei 1945 werd hij aangewezen door het College van Vertrouwensmannen als een van de twee secretarissen. Samen met Stefan Louwes, directeur-generaal van de voedselvoorziening, maakte hij deel uit van de Nederlandse delegatie rond Prins Bernhard bij de voedselconferentie van Achterveld.
In juni volgde zijn benoeming tot lid van de Zuiveringscommissie van het ministerie van Handel, nijverheid en landbouw. Met ingang van 1 juli 1945 werd hij benoemd tot gezantschapsattaché der tweede klasse en werd hij tweede secretaris bij de ambassade te Parijs. In 1949 was hij mede betrokken bij het overleg tussen de Nederlandse regeringsvertegenwoordigers en die van Nederlands-Indië inzake de onafhankelijkheid en algemeen secretaris van de Nederlandse delegatie van de Nederlands-Indonesische rondetafelconferentie van 1949; hij nam ook deel aan de Nederlandse delegatie van de United Nations Commission for Indonesia in 1950. In 1953 werd hij koninklijk onderscheiden toen hij hoofd politieke zaken was van het Hoge Commissariaat te Djakarta was. Per juni 1955 werd hij benoemd tot ambassaderaad te Ottawa.
In 1959 was hij Nederlands gevolmachtigd minister bij de NAVO en de OESO te Parijs. In 1961 werd hij in Den Haag hoofd van de directie Europa op het ministerie. In 1962 vergezelde hij, op verzoek van koningin Juliana, prinses Beatrix op een reis door Azië maar zij moest deze reis voortijdig afbreken door het overlijden van haar grootmoeder Wilhelmina. De maand april 1963 reisde zij, eveneens met Van Schelle, naar Japan, de Verenigde Staten en Canada. Vanaf 1 september 1965 werd hij ter beschikking gesteld van prins Claus om hem te laten inburgeren in de Nederlandse samenleving door middel van studieprogramma's en werkbezoeken, terwijl hij tevens belast werd met de organisatie van diens secretariaat en diens particulier secretaris werd. Op 1 april 1967 keerde Van Schelle terug naar het ministerie en werd in zijn hoffunctie opgevolgd door mr. Henrik Jan baron van Asbeck (1924-2011). Hij werd daar chef van de directie buitenlandse dienst. In 1969 werd hij ambassadeur te Brussel, als opvolger van mr. Jan Arend Godert baron de Vos van Steenwijk (1908-1978). in Brussel hield hij zich onder andere bezig met het sluiten van handelsakkoorden tussen de Benelux enerzijds en Roemenië en de Sovjet-Unie anderzijds. In 1974 mengde hij zich in de discussie over partijpolitiek die het buitenlands beleid zou frustreren en de opmerking van Relus ter Beek dat de ambtenaren van het ministerie van Buitenlandse Zaken te veel macht zouden hebben.
Per 1 juni 1975 werd hij benoemd tot grootofficier in buitengewone dienst van de koningin, en in 1976 tot kamerheer in buitengewone dienst. In februari 1978 werd bekend dat hij benoemd zou gaan worden tot opvolger van J.J.L. baron van Lynden (1913-1989) als hoofd, grootmeester, van de koninklijke hofhouding; dat voedde de geruchten dat een abdicatie van Juliana aanstaande zou zijn hoewel Van Lynden gewoon op 65-jarige leeftijd op pensioen zou gaan, per 1 augustus 1978 werd hij als zodanig benoemd. Hij was in 1973 al gevraagd om mee te werken aan een rapport over de modernisering van de hofhouding; Beatrix zou die op een veel zakelijker niveau willen brengen. Onder zijn leiding werd een meer ambtelijke, op een ministerie gebaseerde eenduidiger hiërarchieke structuur ingevoerd. Per 1 januari 1981 volgde hij Van Lynden eveneens op als kanselier van de Huisorde. Per 1 januari 1982 werd hij als grootmeester opgevolgd door oud-diplomaat mr. Hans Jonkman maar hij bleef nog kanselier van de Huisorde tot 1 oktober 1983.
Mr. C.J. van Schelle overleed vier jaar later op 74-jarige leeftijd.

### Onderscheidingen
- Officier in de Orde van Oranje-Nassau (1953)
- Commandeur in de Huisorde van Oranje (1967)
- Ridder in de Orde van de Nederlandse Leeuw (1968)
- Commandeur in de Orde van Oranje-Nassau (bij bevordering, 1975)